# Glas (bilmärke)

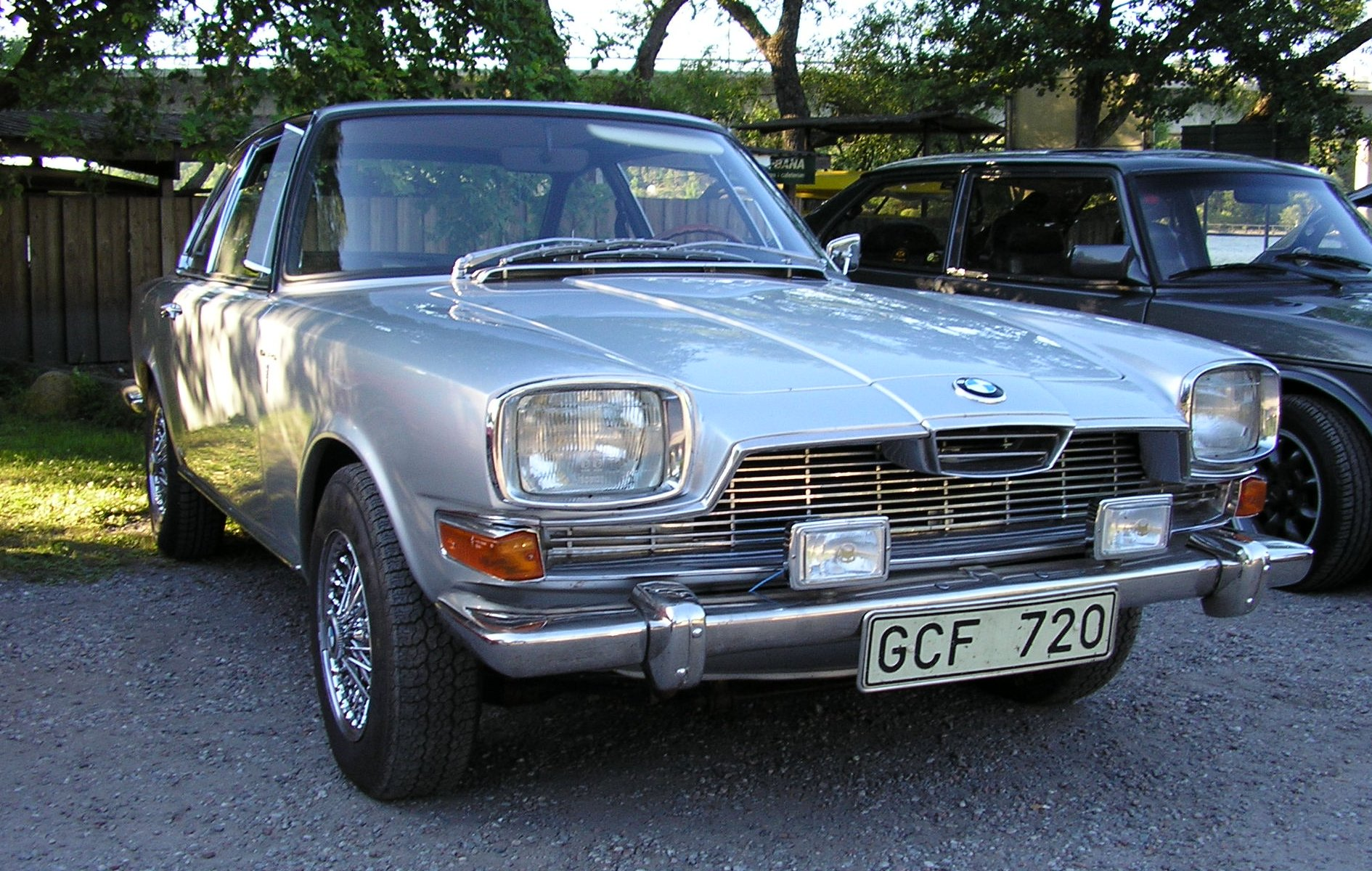
1968 års BMW Glas 3000GT. Notera BMW-loggan i fronten men att grillen inte ser ut som en BMW.

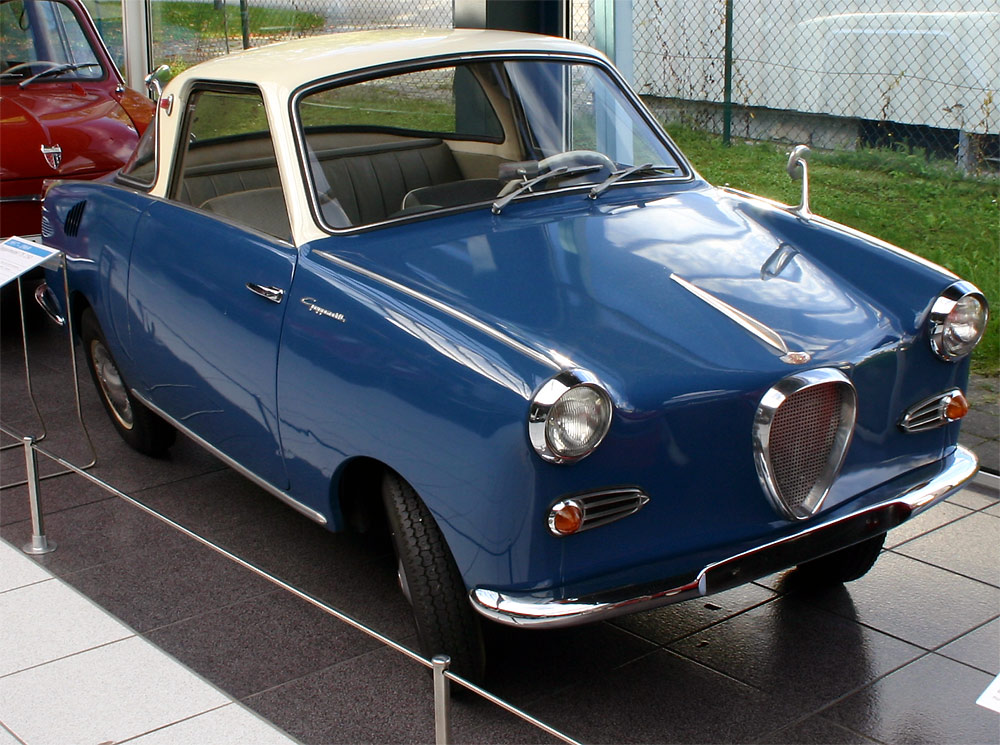
Goggomobil TS 250 Coupe.

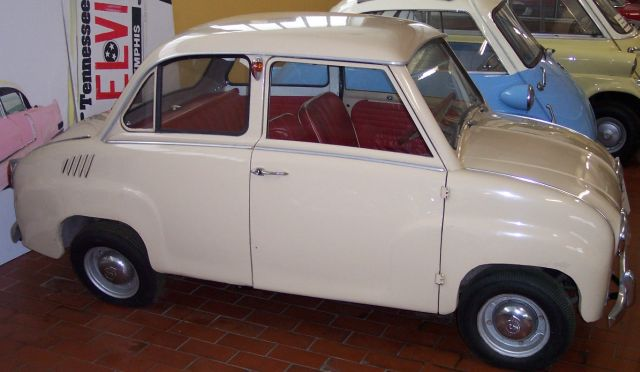
Goggomobil.

Glas, Hans Glas GmbH, Isaria Maschinenfabrik, Dingolfing, Tyskland, biltillverkare 1955-1968. 

## Historia
1883 grundades Landmaschinenfabrik GLAS som tillverkades jordbruksmaskiner. Under 1940-talet vek marknaden för jordbruksmaskiner och familjeföretaget, då under ledning av Hans Glas, ville byta inriktning. Man tog intryck från Italien, där Vespans segertåg börjat. Man utvecklades Goggon, en solid skotermodell som blev en stor framgång. 

### Goggomobilen
1955 lanserade Glas småbilen Goggomobil som konkurrerade med bl.a. Messerschmitt på en exploderande småbilsmarknad i Västtyskland. Goggomobilen finansierades av framgångarna med Goggo-skootern. Goggomobil byggdes från 1955 och fanns med flera motoralternativ 250cc, 300cc och 400cc, 2-cyl. tvåtakts svansmotorer.

### Satsning på stora modeller
När marknaden för småbilar krympte satsade företaget på stora och lyxiga sedan- och coupémodeller som Glas 1700 och Glas V8, som designats av Pietro Frua. Glas GT och Glas 1700 lanserades vid bilsalongen IAA i Frankfurt 1963. Kontrasten med den lilla folkbilen Goggomobil var enorm och många förundrades över företagets förvandling.
I juli 1966 lanserades Glas V8 som var företagets sista försök att etablera sig i lyxbilsklassen. Marknaden tog inte till sig bilarna i så hög grad som man hoppats och Glas övertogs i november 1966 av BMW. Glas satsning på stora bilar hade varit nödvändig men samtidigt hade bilmarknaden hårdnat betydligt i Västtyskland i början av 1960-talet. Glas var inte ensamma om problemen, Borgward i Bremen hade gått i konkurs 1961. 

## Modeller

### Personbilar
- Glas GT
- Glas 1700
- Glas V8

## Museum
GLAS-Museum finns i Dingolfing.